# 東北電力大学
東北電力大学(とうほくでんりょくだいがく;ピンイン: Dōngběi Diànlì Dàxué、英語: Northeast Electric Power University)は、中華人民共和国吉林省吉林市に本部を置く大学である。中華人民共和国最初の電力専門大学として設立され、吉林省の重点大学に属する。専門大学として設立されたが、現在は8分野14学部・46プログラムを擁する総合大学となっている。地方レベルで6つの特別優位の分野を有している。

## 沿革
- 1949年 長春電機高級職業学校として吉林省長春市に設立。
- 1955年 吉林市に移転。
- 1958年 吉林電力学院に改称。
- 1978年 東北電力学院に改称。
- 2000年 国家電力公司から吉林省に移管。中央政府と吉林省の共同管理大学となる。
- 2012年 「国家中西部大学基礎能力建設」プログラム重点建設大学に指定[2]。

## 学部・学院
- 電気工程学部
- エネルギーと動力工程学部
- 自動化工程学部
- 化学工程学部
- 経済管理学部
- 建築工程学部
- 情報工程学部
- 機械工程学部
- 理学部
- 外国語学部
- 芸術学部
- 社会科学学部
- 体育学部
- 媒体技術と伝播学部
- 送変電技術学部

ほぼすべての学部に本科課程と修士課程があり(媒体技術と伝播学部は本科課程、送変電技術学部は別科課程のみ)、電気工程学部、エネルギーと動力工程学部にはそれに加えて博士課程もある。

## 海外協定校
- アメリカ合衆国
  - ユタ州立大学
  - イリノイ工科大学
  - イースタン・ワシントン大学（英語版）
  - トロイ大学（英語版）
  - サウスウエストビジュアルアーツ大学（英語版）
  - 北アリゾナ大学（英語版）
- カナダ
  - ファンショー大学（英語版）
- イギリス
  - ランカスター大学
  - 明愛学院（英語版）
  - レクサム・グリンドゥール大学（英語版）
  - ストラスクライド大学
- ロシア
  - モスクワ電力工学大学（英語版）
- 韓国
  - 仁川大学校
  - 霊山大学校（英語版）
  - 景仁女子大学
  - 三育大学校（英語版）
  - 済州漢拏大学（英語版）
  - 水原大学校
- 台湾
  - 中原大学
  - 静宜大学
  - 義守大学
  - 南台科技大学
- フィリピン
  - フィリピン職業訓練大学（英語版）
- モンゴル
  - モンゴル科学技術大学

### 日本における協定校
- 日本
  - 山形大学
  - 北見工業大学
  - 共立女子大学
  - 山梨英和大学